# Gran Premio di superbike di Misano Adriatico 2004
Il Gran Premio di superbike di Misano Adriatico 2004 è stato la terza prova su undici del campionato mondiale Superbike 2004, disputato il 18 aprile sul circuito di Misano, in gara 1 ha visto la vittoria di Régis Laconi davanti a Troy Corser e Pierfrancesco Chili, la gara 2 è stata vinta da Pierfrancesco Chili che ha preceduto Régis Laconi e Steve Martin.
La prima delle due gare è stata interrotta al diciassettesimo giro, prima del termine previsto con bandiera rossa, senza essere poi ripresa.
La vittoria nella gara valevole per il campionato mondiale Supersport 2004 è stata ottenuta da Karl Muggeridge, mentre la gara del campionato Europeo della classe Superstock viene vinta da Lorenzo Alfonsi.

## Risultati

### Gara 1

#### Arrivati al traguardo[5]
| Pos. | Nº | Pilota               | Squadra                    | Motocicletta     | Giri | Tempo     | Griglia | Punti |
| ---- | -- | -------------------- | -------------------------- | ---------------- | ---- | --------- | ------- | ----- |
| 1º   | 55 | Régis Laconi         | Ducati Fila                | Ducati 999 F04   | 17   | 28:18.586 | 2º      | 25    |
| 2º   | 4  | Troy Corser          | Foggy Petronas Racing      | Petronas FP1     | 17   | +0:01.944 | 6º      | 20    |
| 3º   | 7  | Pierfrancesco Chili  | PSG - 1 Corse              | Ducati 998 RS    | 17   | +0:07.459 | 3º      | 16    |
| 4º   | 41 | Noriyuki Haga        | Renegade Ducati            | Ducati 999 RS    | 17   | +0:09.728 | 11º     | 13    |
| 5º   | 17 | Chris Vermeulen      | Ten Kate Honda             | Honda CBR 1000RR | 17   | +0:12.310 | 7º      | 11    |
| 6º   | 9  | Chris Walker         | Foggy Petronas Racing      | Petronas FP1     | 17   | +0:14.130 | 8º      | 10    |
| 7º   | 99 | Steve Martin         | D.F.Xtreme Sterilgarda     | Ducati 999 RS    | 17   | +0:14.445 | 1º      | 9     |
| 8º   | 69 | Gianluca Nannelli    | Pedercini                  | Ducati 998 RS    | 17   | +0:36.960 | 12º     | 8     |
| 9º   | 5  | Piergiorgio Bontempi | Zongshen                   | Suzuki GSX 1000R | 17   | +0:37.379 | 13º     | 7     |
| 10º  | 52 | James Toseland       | Ducati Fila                | Ducati 999 F04   | 17   | +0:37.501 | 20º     | 6     |
| 11º  | 91 | Leon Haslam          | Renegade Ducati            | Ducati 999 RS    | 17   | +0:42.064 | 9º      | 5     |
| 12º  | 8  | Ivan Clementi        | Kawasaki Bertocchi         | Kawasaki ZX 10   | 17   | +0:54.642 | 16º     | 4     |
| 13º  | 25 | Alessio Velini       | UnionBike GiMotorsport     | Yamaha YZF R1    | 17   | +1:02.408 | 23º     | 3     |
| 14º  | 45 | Ivan Sala            | Anyway Fidoweb             | Suzuki GSX 1000R | 17   | +1:05.352 | 26º     | 2     |
| 15º  | 11 | Gianmaria Liverani   | Caron Dream                | Ducati 998 RS    | 17   | +1:05.397 | 15º     | 1     |
| 16º  | 27 | Giancarlo De Matteis | Xerox - Ducati Nortel Net. | Ducati 999 RS    | 17   | +1:05.416 | 22º     |       |
| 17º  | 31 | Giuseppe Zannini     | Penta race                 | Ducati 998 RS    | 17   | +1:05.557 | 19º     |       |
| 18º  | 12 | Warwick Nowland      | Zongshen                   | Suzuki GSX 1000R | 17   | +1:27.317 | 18º     |       |
| 19º  | 23 | Jiří Mrkývka         | JM SBK                     | Ducati 998 RS    | 17   | +1:28.314 | 24º     |       |
| 20º  | 77 | Berto Camlek         | Inoterm Racing             | Yamaha YZF R1    | 17   | +1:34.139 | 27º     |       |
| 21º  | 20 | Marco Borciani       | D.F.Xtreme Sterilgarda     | Ducati 999 RS    | 15   | +2 giri   | 10º     |       |

#### Ritirati
| Nº | Pilota          | Squadra                    | Motocicletta     | Giri | Griglia |
| -- | --------------- | -------------------------- | ---------------- | ---- | ------- |
| 19 | Lucio Pedercini | Pedercini                  | Ducati 998 RS    | 16   | 4º      |
| 6  | Mauro Sanchini  | Kawasaki Bertocchi         | Kawasaki ZX 10   | 14   | 5º      |
| 29 | Luca Pini       | Boselli Racing             | Suzuki GSX 1000R | 8    | 17º     |
| 24 | Garry McCoy     | Xerox - Ducati Nortel Net. | Ducati 999 RS    | 7    | 14º     |
| 16 | Sergio Fuertes  | MIR Racing                 | Suzuki GSX 1000R | 2    | 21º     |

### Gara 2

#### Arrivati al traguardo[6]
| Pos. | Nº | Pilota               | Squadra                    | Motocicletta     | Giri | Tempo     | Griglia | Punti |
| ---- | -- | -------------------- | -------------------------- | ---------------- | ---- | --------- | ------- | ----- |
| 1º   | 7  | Pierfrancesco Chili  | PSG - 1 Corse              | Ducati 998 RS    | 25   | 44:29.370 | 3º      | 25    |
| 2º   | 55 | Régis Laconi         | Ducati Fila                | Ducati 999 F04   | 25   | +0:01.484 | 2º      | 20    |
| 3º   | 99 | Steve Martin         | D.F.Xtreme Sterilgarda     | Ducati 999 RS    | 25   | +0:32.259 | 1º      | 16    |
| 4º   | 41 | Noriyuki Haga        | Renegade Ducati            | Ducati 999 RS    | 25   | +0:38.088 | 11º     | 13    |
| 5º   | 91 | Leon Haslam          | Renegade Ducati            | Ducati 999 RS    | 25   | +0:41.031 | 9º      | 11    |
| 6º   | 52 | James Toseland       | Ducati Fila                | Ducati 999 F04   | 25   | +0:45.176 | 20º     | 10    |
| 7º   | 4  | Troy Corser          | Foggy Petronas Racing      | Petronas FP1     | 25   | +0:48.557 | 6º      | 9     |
| 8º   | 19 | Lucio Pedercini      | Pedercini                  | Ducati 998 RS    | 25   | +1:01.446 | 4º      | 8     |
| 9º   | 29 | Luca Pini            | Boselli Racing             | Suzuki GSX 1000R | 25   | +1:04.891 | 17º     | 7     |
| 10º  | 20 | Marco Borciani       | D.F.Xtreme Sterilgarda     | Ducati 999 RS    | 25   | +1:17.110 | 10º     | 6     |
| 11º  | 6  | Mauro Sanchini       | Kawasaki Bertocchi         | Kawasaki ZX 10   | 25   | +1:37.339 | 5º      | 5     |
| 12º  | 17 | Chris Vermeulen      | Ten Kate Honda             | Honda CBR 1000RR | 25   | +1:37.760 | 7º      | 4     |
| 13º  | 9  | Chris Walker         | Foggy Petronas Racing      | Petronas FP1     | 25   | +1:44.683 | 8º      | 3     |
| 14º  | 11 | Gianmaria Liverani   | Caron Dream                | Ducati 998 RS    | 25   | +1:44.940 | 15º     | 2     |
| 15º  | 5  | Piergiorgio Bontempi | Zongshen                   | Suzuki GSX 1000R | 24   | +1 giro   | 13º     | 1     |
| 16º  | 23 | Jiří Mrkývka         | JM SBK                     | Ducati 998 RS    | 24   | +1 giro   | 24º     |       |
| 17º  | 24 | Garry McCoy          | Xerox - Ducati Nortel Net. | Ducati 999 RS    | 24   | +1 giro   | 14º     |       |
| 18º  | 16 | Sergio Fuertes       | MIR Racing                 | Suzuki GSX 1000R | 24   | +1 giro   | 21º     |       |
| 19º  | 31 | Giuseppe Zannini     | Penta race                 | Ducati 998 RS    | 24   | +1 giro   | 19º     |       |
| 20º  | 45 | Ivan Sala            | Anyway Fidoweb             | Suzuki GSX 1000R | 23   | +2 giri   | 26º     |       |

#### Ritirati
| Nº | Pilota               | Squadra                    | Motocicletta     | Giri | Griglia |
| -- | -------------------- | -------------------------- | ---------------- | ---- | ------- |
| 25 | Alessio Velini       | UnionBike GiMotorsport     | Yamaha YZF R1    | 16   | 23º     |
| 12 | Warwick Nowland      | Zongshen                   | Suzuki GSX 1000R | 14   | 18º     |
| 8  | Ivan Clementi        | Kawasaki Bertocchi         | Kawasaki ZX 10   | 2    | 16º     |
| 69 | Gianluca Nannelli    | Pedercini                  | Ducati 998 RS    | 1    | 12º     |
| 27 | Giancarlo De Matteis | Xerox - Ducati Nortel Net. | Ducati 999 RS    | 0    | 22º     |
| 77 | Berto Camlek         | Inoterm Racing             | Yamaha YZF R1    | 0    | 27º     |

### Supersport

#### Arrivati al traguardo
| Pos. | Nº | Pilota                   | Squadra                     | Motocicletta    | Giri | Tempo     | Griglia | Punti |
| ---- | -- | ------------------------ | --------------------------- | --------------- | ---- | --------- | ------- | ----- |
| 1º   | 31 | Karl Muggeridge          | Ten Kate Honda              | Honda CBR 600RR | 23   | 42'11.937 | 4º      | 25    |
| 2º   | 11 | Kevin Curtain            | Yamaha Motor Deutschland    | Yamaha YZF R6   | 23   | +3.708    | 6º      | 20    |
| 3º   | 4  | Jurgen van den Goorbergh | Yamaha Italia               | Yamaha YZF R6   | 23   | +7.813    | 13º     | 16    |
| 4º   | 37 | Katsuaki Fujiwara        | Suzuki Alstare Corona Extra | Suzuki GSX 600R | 23   | +10.044   | 7º      | 13    |
| 5º   | 8  | Alessio Corradi          | Italia Megabike             | Honda CBR 600RR | 23   | +19.358   | 9º      | 11    |
| 6º   | 57 | Lorenzo Lanzi            | Ducati Breil                | Ducati 749 R    | 23   | +28.322   | 15º     | 10    |
| 7º   | 2  | Stéphane Chambon         | Suzuki Alstare Corona Extra | Suzuki GSX 600R | 23   | +40.473   | 19º     | 9     |
| 8º   | 25 | Giovanni Bussei          | SL Racing                   | Ducati 749 R    | 23   | +41.653   | 16º     | 8     |
| 9º   | 20 | Vittorio Iannuzzo        | Suzuki Alstare Corona Extra | Suzuki GSX 600R | 23   | +45.949   | 12º     | 7     |
| 10º  | 19 | Walter Tortoroglio       | Celani - Suzuki Italia      | Suzuki GSX 600R | 23   | +46.428   | 10º     | 6     |
| 11º  | 55 | Massimo Roccoli          | Bike Service                | Yamaha YZF R6   | 23   | +1'23.233 | 23º     | 5     |
| 12º  | 38 | Antonio Carlacci         | Start Team                  | Yamaha YZF R6   | 23   | +1'24.889 | 5º      | 4     |
| 13º  | 24 | Matthieu Lagrive         | Moto 1                      | Suzuki GSX 600R | 23   | +1'36.145 | 8º      | 3     |
| 14º  | 18 | Denis Sacchetti          | Italia Megabike             | Honda CBR 600RR | 22   | +1 giro   | 21º     | 2     |
| 15º  | 95 | Eli Chen                 | IRT Honda Israel            | Honda CBR 600RR | 21   | +2 giri   | 25º     | 1     |
| 16º  | 39 | Nicky Wimbauer           | Team Trasimeno              | Yamaha YZF R6   | 21   | +2 giri   | 24º     |       |

#### Ritirati
| Nº | Pilota                | Squadra                  | Motocicletta    | Giri | Griglia |
| -- | --------------------- | ------------------------ | --------------- | ---- | ------- |
| 23 | Broc Parkes           | Ten Kate Honda           | Honda CBR 600RR | 14   | 2º      |
| 15 | Matteo Baiocco        | Lorenzini by Leoni       | Yamaha YZF R6   | 11   | 11º     |
| 99 | Fabien Foret          | Yamaha Italia            | Yamaha YZF R6   | 10   | 20º     |
| 16 | Sébastien Charpentier | Klaffi Honda             | Honda CBR 600RR | 8    | 1º      |
| 93 | Christian Kellner     | Yamaha Motor Deutschland | Yamaha YZF R6   | 3    | 17º     |
| 22 | Stefano Cruciani      | Kawasaki Bertocchi       | Kawasaki ZX6 RR | 1    | 3º      |
| 50 | Steve Brogan          | IRT Honda Israel         | Honda CBR 600RR | 0    | 22º     |
| 76 | Max Neukirchner       | Klaffi Honda             | Honda CBR 600RR | 0    | 18º     |
| 40 | Maurizio Tumminello   | Rima Racing              | Yamaha YZF R6   | 0    | 14º     |

### Superstock

#### Arrivati al traguardo
| Pos. | Nº | Pilota                 | Squadra                     | Motocicletta     | Giri | Tempo     | Griglia | Punti |
| ---- | -- | ---------------------- | --------------------------- | ---------------- | ---- | --------- | ------- | ----- |
| 1º   | 4  | Lorenzo Alfonsi        | Italia Lorenzini by Leoni   | Yamaha YZF R1    | 15   | 28'14.947 | 7º      | 25    |
| 2º   | 45 | Gianluca Vizziello     | Italia Lorenzini by Leoni   | Yamaha YZF R1    | 15   | +0.468    | 2º      | 20    |
| 3º   | 53 | Alessandro Polita      | Rox Racing                  | Ducati 999S      | 15   | +2.456    | 1º      | 16    |
| 4º   | 69 | Didier Van Keymeulen   | Yamaha Motor Germany        | Yamaha YZF R1    | 15   | +3.587    | 3º      | 13    |
| 5º   | 80 | Roberto Lunadei        | Titano Corse                | Suzuki GSX 1000R | 15   | +9.786    | 6º      | 11    |
| 6º   | 9  | Luca Scassa            | Ormeni Racing               | Kawasaki ZX10    | 15   | +25.433   | 8º      | 10    |
| 7º   | 44 | Alessandro Brannetti   | FbC Racing - Spamoto        | Aprilia RSV 1000 | 15   | +27.073   | 5º      | 9     |
| 8º   | 21 | Alex Martinez          | Intermoto Czech Republic    | Honda CBR 1000RR | 15   | +29.249   | 20º     | 8     |
| 9º   | 15 | Pierrot Lerat-Vanstaen | Association Plein Gaz       | Suzuki GSX 1000R | 15   | +36.697   | 18º     | 7     |
| 10º  | 16 | Enrique Rocamora       | Kawasaki Bertocchi          | Kawasaki ZX10    | 15   | +40.963   | 11º     | 6     |
| 11º  | 76 | Bernat Martínez        | Bernat Marvimoto            | Yamaha YZF R1    | 15   | +41.205   | 12º     | 5     |
| 12º  | 77 | Nicolas Saelens        | MCT-Sitra                   | Ducati 999S      | 15   | +41.588   | 27º     | 4     |
| 13º  | 28 | Sepp Vermonden         | Sepp Racing - Dirk Van Mol  | Suzuki GSX 1000R | 15   | +41.684   | 29º     | 3     |
| 14º  | 37 | William De Angelis     | Rox Racing                  | Ducati 999S      | 15   | +44.088   | 4º      | 2     |
| 15º  | 54 | Kenan Sofuoğlu         | Yamaha Motor Germany        | Yamaha YZF R1    | 15   | +44.121   | 17º     | 1     |
| 16º  | 48 | Grégory Fastré         | Zone Rouge                  | Yamaha YZF R1    | 15   | +46.310   | 28º     |       |
| 17º  | 35 | Christian Dal Corso    | PSG-1 Corse                 | Ducati 999S      | 15   | +49.808   | 14º     |       |
| 18º  | 58 | Tomas Miksovsky        | Intermoto Czech Republic    | Honda CBR 1000RR | 15   | +51.487   | 21º     |       |
| 19º  | 99 | José Lombardo          | MIR Racing                  | Suzuki GSX 1000R | 15   | +57.521   | 24º     |       |
| 20º  | 34 | José Hurtado           | MIR Racing                  | Suzuki GSX 1000R | 15   | +57.683   | 23º     |       |
| 21º  | 14 | John Laverty           | EMS Racing                  | Suzuki GSX 1000R | 15   | +1'08.935 | 25º     |       |
| 22º  | 93 | David Butler           | EVR Corse Biassono R.T.     | Ducati 999S      | 15   | +1'10.842 | 16º     |       |
| 23º  | 5  | Riccardo Chiarello     | Suzuki Alstare Corona Extra | Suzuki GSX 1000R | 15   | +1'27.335 | 9º      |       |
| 24º  | 22 | Leroy Verboven         | Herman Verboven Racing      | Suzuki GSX 1000R | 15   | +1'42.055 | 30º     |       |
| 25º  | 27 | David Gatenby          | Beowulf World               | Suzuki GSX 1000R | 15   | +1'51.581 | 31º     |       |
| 26º  | 52 | Alessio Perilli        | Ducci - I.T. Networks F.R.  | Honda CBR 1000RR | 14   | +1 giro   | 22º     |       |

#### Ritirati
| Nº | Pilota           | Squadra                 | Motocicletta     | Giri | Griglia |
| -- | ---------------- | ----------------------- | ---------------- | ---- | ------- |
| 57 | Ilario Dionisi   | Celani - Suzuki Italia  | Suzuki GSX 1000R | 8    | 15º     |
| 7  | Fabrizio De Noni | MNR Racing              | Suzuki GSX 1000R | 7    | 10º     |
| 86 | Ayrton Badovini  | EVR Corse Biassono R.T. | Ducati 999S      | 6    | 13º     |
| 96 | Matěj Smrž       | Akuna Racing            | Honda CBR 1000RR | 2    | 19º     |
| 85 | Libor Bucek      | Bucek Racing            | Honda CBR 1000RR | 0    | 26º     |